# Dafi Kühne

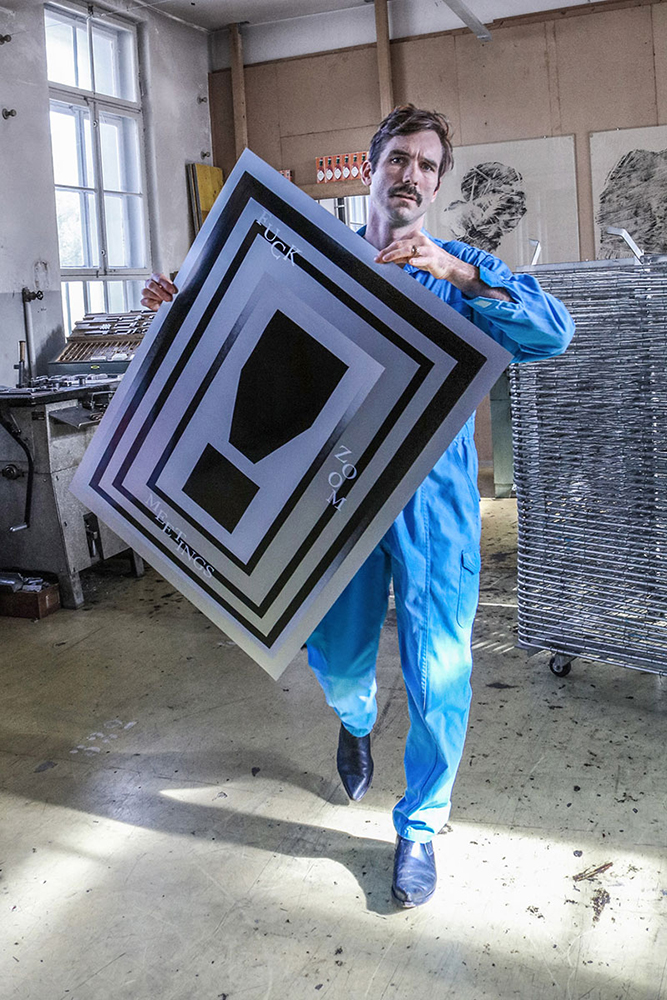
Dafi Kühne mit seinem Buchdruck-Plakat «F__k Zoom Meetings» (Linolschnitt), in seinem Atelier in Näfels, Schweiz, 2020

Dafi Kühne (* 16. Juni 1982 in Glarus) ist ein Schweizer Plakatgestalter und Buchdrucker.

## Werdegang
Dafi Kühne begann eine gestalterische Ausbildung in Visueller Kommunikation 2006 an der Zürcher Hochschule der Künste. Nach Erlangung des Bachelor eröffnete er 2009 in Näfels ein eigenes Plakatgestaltungs- und Buchdruck-Atelier «Babyinktwice». Kühne bezeichnet sich selbst als Gestalter, der die Produktionswerkzeuge nicht ausser Hand geben möchte und so die Lücke zwischen Vorlage und Produkt schliesst. Parallel zu seiner Ateliertätigkeit unterrichtet er seit 2011 an Hochschulen in der Schweiz, im übrigen Europa und den USA. 2019 schloss er seinen Master of Research in Typeface Design an der University of Reading ab. 2016 initiierte Kühne das Projekt «Typographic Printing Program», ein 12-tägiges Intensivprogramm für Plakatgestaltung und Typografie in Näfels mit einem breiten internationalen Teilnehmerfeld. Seit 2022 finden Satelliten-Kurse am Hoffmitz Milken Center for Typography am ArtCenter in Pasadena statt.
Kühne ist laut eigener Aussage ein Gestalter der digitalen Generation. Er ist aber auch ein Buchdrucker, der das Druckhandwerk erst nach der Ablösung des kommerziellen Buchdrucks durch den Offsetdruck und erlernt hat. Der nicht-traditionelle, und zum Teil autodidaktische Zugang, eröffnete ihm den Spielraum für die freie DIY Experimentation mit der Drucktechnik. Durch seine Kombinationen von verschiedenen Werkzeugen und Technologien, die er analog zum Titel seiner 2016 erschienenen Gestalter Monografie auch als «true printing» bezeichnet, gilt Kühne als Pionier der Wiederbelebung und Weiterentwicklung der Buchdrucktechnologie. Mit seinen Plakatarbeiten wandelt er zwischen den analogen und digitalen Welten und kreiert dabei manuell gedruckte zeitgenössische Werke, die keinesfalls nostalgisch wirken.

## Werke und Auszeichnungen
Seine Buchdruck-Plakate wurden auf internationalen Ausstellungen gezeigt, mit internationalen Awards ausgezeichnet und in Publikationen abgedruckt. 2014 erhielt Kühne für seine Tätigkeit als Plakatgestalter den Kulturförderpreis des Kantons Glarus. Seine Online-Videoserie The Dafi Kühne Printing Show™ wurde 2021 vom Bundesamt für Kultur (BAK) mit einem Swiss Design Award in der Kategorie Vermittlung sowie einem TDC Award des Tokyo Type Directors Club ausgezeichnet.

## Einzelausstellungen
- Werkstattschau, Gewerbemuseum Winterthur, Schweiz, 2024–2025[17]
- Buchdruckplakate?, Museum für Druckkunst, Leipzig, Germany, 2023[18]
- Baby Ink Twice, Hoffmitz Milken Center for Typography, Pasadena, CA, USA, 2022[19]

## Publikationen
- Poster Cult!, Lars Müller Publishers, 2024[20]:

Mit Fotografien von Peter Hauser, mit Beiträgen von Angelina Lippert (Direktorin, Poster House NYC) und Christian Brändle (Direktor, Museum für Gestaltung Zürich),
24×30cm,
152 Seiten, 80 Abbildungen,
Hardcover, 978-3-03778-777-9, English
- True Print, Lars Müller Publishers, 2017[21]:

Herausgeber: Reto Caduff, mit Beiträgen von David Shields und Rudolf Barmettler, Gestaltung: Dafi Kühne,
24 × 30 cm,
152 Seiten, 182 Abbildungen,
Hardcover, 978-3-03778-509-6 Englisch, 978-3-03778-508-9 Deutsch